# Macelj

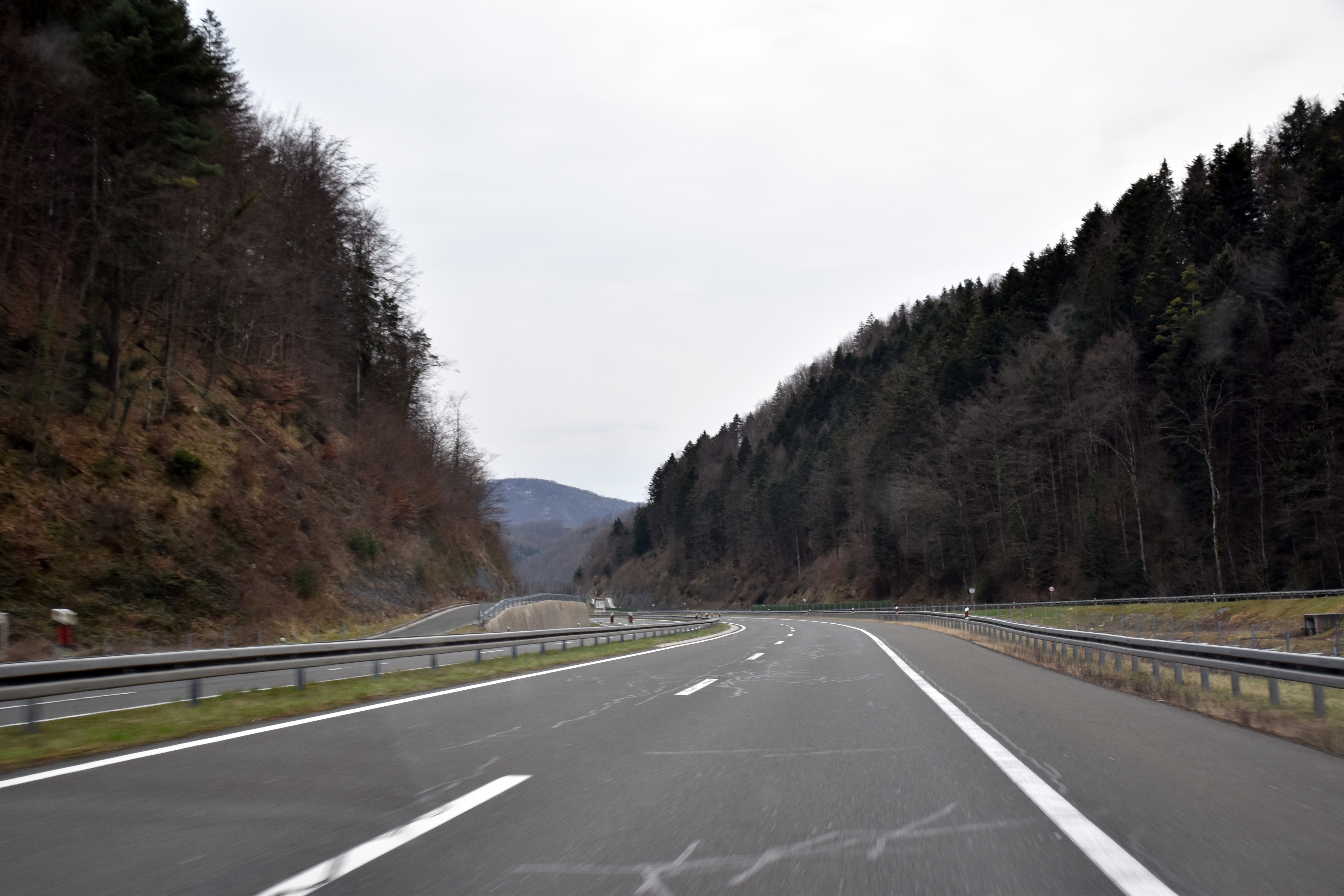
Chorwacka autostrada A2 na terenie Macelja

Macelj (także Maceljsko gorje) – górzysta kraina geograficzna na pograniczu Chorwacji i Słowenii.

## Geografia
Obszar Macelja zbudowany jest ze skał paleozoicznych, triasowych i oligoceńskich. Główne wzniesienia to Donačka gora (881 m n.p.m.) i Maceljska gora (718 m n.p.m.). Niższe partie użytkowane są rolniczo (uprawa kukurydzy i winorośli), a wyższe są porośnięte przez lasy iglasto-liściaste. Swe źródła mają tu rzeki Bednja, Krapinica i Sutla.
Przez północno-zachodnią część Macelja przebiega droga Ptuj – Rogatec, przez południową droga Celje – Varaždin, a przez wschodnią Autostrada A2 do Zagrzebia.